# Liste des batailles de la guerre anglo-américaine de 1812
Liste des batailles de guerre anglo-américaine de 1812, organisées chronologiquement en précisant les endroits dans lesquelles les batailles se sont déroulées.

## Principaux théâtres de la guerre
La guerre anglo-américaine de 1812 a été menée dans quatre grands théâtres sur le continent nord-américain : la côte atlantique, la frontière américano-canadienne, la côte du Golfe et la côte Ouest américaine. En plus de ces théâtres d'action terrestres, il y avait aussi de nombreuses batailles maritimes, la quasi-totalité d'entre elles ont eu lieu dans l'Atlantique.
Les opérations militaires le long de la frontière américano-canadienne ont eu lieu dans trois secteurs (d'ouest en est): le Territoire du Nord-Ouest (plus la partie du sud-ouest de l'Ontario près de la rivière Détroit), la frontière du Niagara (y compris les côtes adjacentes du lac Érié et du lac Ontario en Haut-Canada, New York et en Pennsylvanie), et le fleuve Saint-Laurent (y compris les endroits du Bas-Canada et à New York).

## Batailles

### 1812

#### Côte Atlantique
- Bataille de St. Michaels (10 août 1812) : Les unités des milices américaines ont repoussé les Britanniques qui tentaient de débarquer sur la baie de Chesapeake.

#### Nord-Ouest américain
- Capture de la Cuyahoga Packet (2 juillet 1812) : La capture sur la rivière Détroit de la goélette marchande américaine Cuyahoga Packet. Le navire américain contenait des documents officiels avec des informations précieuses pour les Britanniques appartenant au brigadier-général William Hull. Hull n'était pas au courant que la guerre avait été déclarée quand il a envoyé la goélette.
- Bataille de l'île Mackinac (17 juillet 1812) : La capture sans effusion de sang du fort Mackinac sur Michillimakinac Island par une force britannique constituée d'un petit nombre d'hommes, environ deux cents commerçants de fourrures et quatre cents guerriers Chippewa, Menomonie, Ottawa, Sioux, et Winnebago. Les Américains se sont rendus sans résister.
- Campagne de Hull, sur la rivière Détroit (mai-août 1812) : Une tentative terne par le brigadier général William Hull d'envahir le Haut-Canada par la rivière Détroit. Après avoir traversé la rivière avec succès le 12 juillet, les Américains n'ont jamais attaqué la force britannique en infériorité numérique à Fort Amherstburg et se sont retirés de Détroit quand Hull a appris l'arrivée imminente de renforts britanniques sous le commandement du major-général Isaac Brock.
- Bataille de Brownstown (5 août 1812) : Une victoire britannique dans laquelle une petite force, comprenant vingt-cinq guerriers sous les ordres de Tecumseh, a pris en embuscade deux cents miliciens de l'Ohio dans un petit village Wyandot (situé près de l'actuel Gibraltar, une vingtaine de miles au sud de Détroit), qui étaient sur le chemin pour escorter un train de ravitaillement de Frenchtown (près de l'actuel Monroe) qui se dirigeait vers Détroit.
- Bataille de Maguaga (9 août 1812) : La première bataille terrestre de la guerre dans laquelle les Américains ont défendu leur propre position. Elle s'est produite lorsqu’un détachement américain envoyé à Maguaga (un village Wyandot près de l'actuel Wyandotte) a rouvert la ligne d'approvisionnement entre Frenchtown (aujourd'hui Monroe) et Détroit, ils ont été pris en embuscade par une force britannique composée de soldats réguliers et d'indigènes sous les ordres de Tecumseh.
- Bataille de Fort Dearborn (15 août 1812) : Un massacre perpétré par les guerriers potawatomis et menominees après l'évacuation de fort Dearborn (à l'emplacement de l'actuelle Chicago), commandé par le général de brigade William Hull en apprenant que fort Mackinac avait été capturé par les Britanniques. La garnison tentait de marcher vers fort Wayne, en Indiana, lorsque l'attaque s'est produite à environ un mile et demi au sud de fort Dearborn.
- Bataille de Détroit (15 août 1812) : Une défaite surprenante et humiliante pour les Américains. Le brigadier-général William Hull se rend sans combattre à Détroit, en dépit d'une plus grande force sous son commandement que la force commandée par le major général Isaac Brock, son adversaire britannique.
- Massacre de Pigeon Roost (3 septembre 1812) : Une attaque par les guerriers kickapous sur un petit village à une centaine de miles au sud de l'actuelle Indianapolis, dans l'Indiana.
- Siège de Fort Harrison (3-16 septembre 1812) : La première victoire américaine dans la guerre terrestre. Le fort (située sur la rivière Wabash, juste au nord de l'actuelle Terre Haute, dans l'Indiana) défendu par environ soixante officiers et les hommes sous le commandement du capitaine Zachary Taylor, a été attaqué par un grand groupe de guerriers kickapous, miamis, potawatomis, shawnees et winnebagos venant de Prophetstown. Lorsqu'une partie des secours est arrivée de Vincennes, les Amérindiens se sont retirés.
- Siège de Fort Wayne (5-12 septembre 1812) : Une tentative infructueuse d'environ six cents guerriers outaouais de s'infiltrer et d'attaquer la garnison américaine à fort Wayne à la confluence des rivières Maumee, Saint-Joseph et Sainte-Marie dans le nord de l'Indiana.
- Campagne de William Henry Harrison dans le nord-ouest (17 septembre 1812 - octobre 1813) : Une campagne chargée d'établir la sécurité dans le Nord-Ouest et de reprendre Détroit à la suite des performances désastreuses du brigadier-général William Hull en tant que commandant de l'armée sur la frontière de Détroit. Même avant de prendre le commandement de l'armée américaine du Nord-Ouest, William Henry Harrison (général de brigade en août 1812, et promu major-général en mars 1813) avait commencé le processus établissant des bases d'approvisionnement dans le nord de l'Ohio et l'envoi de détachements d'infanterie pour protéger les forts américains qui ont été menacés par les Amérindiens alliés avec les Britanniques. Il a supervisé la construction de fort Meigs au début de 1813, établi sa ligne d'alimentation, et réoccupé Détroit après la victoire navale américaine sur le lac Érié.
- Destruction de Prophetstown (19 novembre 1812) : Une attaque commandée par le brigadier général William Henry Harrison sur le camp indien près de la jonction des rivières Wabash et Tippecanoe au nord de l'actuelle Lafayette, dans l'Indiana, qui avait été le site de la bataille de Tippecanoe en novembre 1811. Le village n'était pas occupé au moment de l'attaque.
- Bataille de la Mississinewa (17-18 décembre 1812) : Une bataille qui a eu lieu lors d'une expédition contre des villages lenapes et miamis à un endroit où se jettent la rivière Wabash et la rivière Mississinewa près de l'actuel Marion, Indiana.

#### Frontière du Niagara
- Premier raid britannique à Charlotte, New York, à l'embouchure de la rivière Genesee (1er octobre 1812) : Un raid d'une troupe britannique du Royal George, dans lequel les Britanniques ont saisi le navire marchand américain Lady Murray et un bateau plus petit, sans résistance de la petite force américaine présente.
- Capture du HMS Caledonia et du HMS Détroit à fort Érié, Haut-Canada (9 octobre 1812) : Un raid réussi menée par une centaine de soldats américains qui ont traversé la rivière Niagara à Buffalo et capturé deux bricks qui venaient d'arriver à fort Érié. Le Caledonia a été conduit en toute sécurité à Black Rock sur le côté américain de la rivière, tandis que le Détroit s'est échoué à la pointe sud de l'île Squaw et a été mis à feu avant que les Britanniques puissent le reprendre.
- Bataille de Queenston Heights, Haut-Canada (13 octobre 1812) : Une défaite américaine majeure lorsque le major général Stephen Van Rensselaer a tenté de capturer Queenston sur le côté ouest (canadien) de la rivière Niagara, à 7 miles de son embouchure. Le major-général Isaac Brock, « le héros du Haut-Canada », a été tué pendant la bataille.
- Bataille de Frenchman's Creek, Haut-Canada (28 novembre 1812) : Un raid américain sur la rivière Niagara ayant pour but de préparer le terrain pour une invasion subséquente du Haut-Canada. Les objectifs étaient de saboter l'artillerie britannique au Red House pour permettre au débarquement américain de se produire sans être soumis à des tirs d'artillerie et de détruire un pont au-dessus du ruisseau Frenchman pour empêcher les mouvements des renforts britanniques. Le premier objectif a été atteint ; le second ne l'a pas été.
- L'échec de l'invasion du Haut-Canada de Smyth (28 novembre-1er décembre 1812) : Une débâcle pour les Américains, causée par une mauvaise planification et un manque de leadership du brigadier général Alexander Smyth. Immédiatement après la manœuvre au ruisseau Frenchman et à nouveau le 1er décembre, Smyth a essayé et a échoué à assembler sa force d'invasion dans des bateaux pour traverser la rivière Niagara et envahir le Haut-Canada, après quoi il a annulé l'ensemble de l'opération.

#### Fleuve Saint-Laurent
- Carleton Island (26 juin 1812) : Un incident inhabituel dans lequel un citoyen américain, deux autres hommes, et un garçon ont capturé un sergent britannique et trois soldats du 10e Royal Veteran Battalion sur Carleton Island, une île dans le cours supérieur du fleuve Saint-Laurent à environ 10 miles à l'est de Kingston, Haut-Canada, qui avait été cédé aux États-Unis en 1794. C'étaient les premiers prisonniers de la guerre.
- Première bataille de Sacket's Harbor (19 juillet 1812) : Une attaque navale britannique sur Sacket's Harbor ayant échoué, un petit port à l'extrémité orientale du lac Ontario et servant de base navale aux Américains.
- Bataille de Julia (31 juillet 1812) : Un bras de fer entre une petite goélette américaine, le Julia, et deux navires britanniques plus grands naviguant vers Ogdensburg, New York, pour attaquer six goélettes américaines amarrées là. Après un échange de tirs de trois heures hors d'Elizabethtown, New York, les navires britanniques ont battu en retraite, et le Julia s'est retiré à Ogdensburg.
- Escarmouche à l'île de Touissant dans le fleuve Saint-Laurent (16 septembre 1812) : Une tentative avortée par une petite force des Américains de Ogdensburg, New York, pour intercepter un convoi de ravitaillement britannique de quarante bateaux venant du fleuve Saint-Laurent.
- Raid à Gananoque (21 septembre 1812) : Un raid réussi par les troupes américaines à partir de Sackets Harbor sur le dépôt britannique à Gananoque, à une vingtaine de miles de Kingston sur le fleuve Saint-Laurent.
- Bataille d'Ogdensburg (4 octobre 1812) : Une attaque amphibie britannique échoue sur Ogdensburg, une plate-forme pour les fournitures de transbordement étant déplacée le long du fleuve Saint-Laurent, repoussée par l'artillerie américaine.
- Escarmouches à Akwesasne et French Mills (23 octobre-23 novembre 1812) : Une victoire temporaire de la milice de l'État de New York qui a capturé un poste britannique à Akwesasne, une communauté indienne qui chevauche le fleuve Saint-Laurent dans un endroit où les frontières actuelles de l'Ontario, le Québec et l'État de New York se joignent. Ce poste, et le poste américain à proximité au French Mills, ont été repris un mois plus tard par une petite force britannique transportant des fournitures jusqu'à la rivière Saint-Laurent.
- Bataille du moulin de Lacolle (20 novembre 1812) : Une escarmouche indécise à Lacolle, un petit village sur la rivière Lacolle à environ 5 miles au nord de la frontière de New York. Malgré l'ambiguïté du résultat de la bataille, les Américains se sont retirés à Champlain, et le Maj. Gen. Henry Dearborn a annulé son projet d'invasion du Bas-Canada.

#### Ouest Américain
- Fort Madison (5-12 septembre 1812) : Une tentative infructueuse par les guerriers de Sauk et Fox pour capturer un fort sur la partie supérieure du fleuve Mississippi à l'emplacement de l'actuel fort Madison, Iowa.

#### Batailles navales
- USS Nautilus versus HMS Shannon (17 juillet 1812) : La première capture d'un navire américain par les Britanniques pendant la guerre. Le brick américain Nautilus a été poursuivi et capturé par la frégate britannique Shannon, qui faisait partie d'une escadre britannique de cinq navires qui comprenait également les HMS Africa, Aeolis, Belvidera et Guerrière qui croisaient au large de la côte du New Jersey.
- USS Essex versus HMS Alert (13 août 1812) : Une bataille au large des Açores où le sloop britannique Alert se rendit à la frégate américaine Essex après une bataille de seulement huit minutes.
- USS Constitution versus HMS Guerriere (19 août 1812) : La première capture d'une frégate britannique par un navire américain. Après un affrontement de moins de trois heures à environ 500 miles au sud-est de Terre-Neuve, la frégate britannique  Guerrière  se rend à la frégate américaine Constitution.
- Wasp versus HMS Frolic (18 octobre 1812) : un affrontement à environ 300 miles au nord des Bermudes qui a causé de graves dommages aux deux navires. Le sloop britannique ne se rendit qu'après avoir été arraisonné par une partie de la corvette américaine. Plus tard dans la journée, tandis que les équipages des deux navires faisaient des réparations, le HMS Poictiers a capturé le Wasp et a repris le Frolic.
- Wasp (1807) versus HMS Poictiers (18 octobre 1812) : la capture du sloop américain Wasp et la reprise de la corvette britannique Frolic par les Britanniques seulement quelques heures après que la  Frolic  ait été capturée par le Wasp.
- USS United States versus HMS Macedonian (25 octobre 1812) : un affrontement de deux heures à environ 500 miles à l'ouest des îles Canaries, qui a pris fin lorsque la frégate britannique Macedonian s'est rendue à la frégate américaine United States, qui était sur une croisière indépendante. Le Macedonian a été remorqué à New London, Connecticut, et acheté par l'US Navy.
- Vixen (1803) versus HMS Southampton (22 novembre 1812) : la poursuite et la capture du brick américain Vixen, naviguant à environ 80 miles à l'est de St. Augustine, en Floride, par la frégate britannique Southampton. Plusieurs jours de mauvais temps ont empêché la conclusion de la bataille, et les deux navires ont fait naufrage sur un banc près de l'île Concepcíon le 27 novembre. Les équipages ont été secourus et transportés en Jamaïque.
- USS Constitution versus HMS Java (29 décembre 1812) : une bataille de deux heures et demie sur la côte du Brésil au cours de laquelle le 38 Spécial Cinquième rang Java britannique a subi un préjudice si grave que le capitaine a ordonné son sabordement.

### 1813

#### Côte Atlantique
- La campagne de Warren dans la baie de Chesapeake (mars-septembre 1813) : une bataille navale majeure, commandée par l'amiral Sir John Warren, avec ayant pour objectifs, le blocage de la baie de Chesapeake, la collecte de renseignements concernant la puissance américaine, la destruction du USN Constitution, interrompre le trafic commercial dans la baie de Chesapeake, en capturant des navires américains et des fournitures utiles pour les britanniques et éventuellement étendre le blocus à la baie du Delaware et à Long Island. Bien que Warren est resté le commandant en chef, de nombreuses opérations ont été menées par des navires sous le commandement du vice-amiral Sir Alexander Cochrane. Cochrane a été haï par les Américains en raison de ses actions agressives sur terre, tels que la destruction de la propriété privée des civils dans les villages et les villes qui s'opposaient à ses débarquements.
- Bataille de la rivière Rappahannock (3 avril 1813) : Une incursion britannique jusqu'à la rivière Rappahannock, qui se jette dans la baie de Chesapeake à 40 miles au nord de Hampton, en Virginie, au cours de laquelle ils ont capturé ou détruit quatorze navires américains.
- Raid sur Frenchtown, Maryland (29 avril 1813) : Un raid mené par une partie des forces britannique pendant les opérations de harcèlement de Sir John Warren dans la baie de Chesapeake (mars-septembre 1813) sur un petit village à une quinzaine de miles de la rivière Elk sur la route entre Baltimore et Philadelphie.
- Raid sur Havre de Grace (3 mai 1813) : Un raid mené par une flottille de bateaux sous le commandement du contre-amiral George Cockburn. Lorsque les milices du Maryland ont résisté au débarquement à Havre de Grace, les Royal Marines ont incendié et pillé des maisons, brûlé un entrepôt et se sont approprié ou ont tué des élevages. Au Principio Foundry ils ont détruit un certain nombre d'armes à feu ainsi que les outils avec lesquelles ils avaient été fabriqués.
- Raid sur Georgetown et Fredericktown (6 mai 1813) : Un raid mené par une partie des forces de l'HMS Mohawk sur deux villages sur la rivière Sassafras qui se jettent dans le coin nord-est de la baie de Chesapeake. Les forces de débarquement ont détruit des maisons inhabitées, des goélettes et quatre magasins de sucre, de bois et de cuir.
- Bataille de Craney Island (22 juin 1813) : Une victoire importante pour les États-Unis qui ont combattu sur une île à l'embouchure de la rivière Elizabeth, sur laquelle une partie des forces de débarquement britannique n'a pas réussi à surmonter une force beaucoup plus petite des Américains qui défendaient l'île. Cette victoire défensive a déjoué une tentative britannique d'occuper la ville portuaire de Norfolk.
- Capture et occupation de Hampton (25-26 juin 1813) : L'occupation britannique réussie de Hampton, en Virginie, après leur échec humiliant pour sécuriser l'île Craney. Pendant leur occupation d'une journée de la ville, les britanniques ont pris les armes, les munitions, les wagons, les chevaux, le bétail et autres produits alimentaires, ils ont été signalés comme ayant commis des pillages, du vandalisme, des viols et des meurtres. Les pertes britanniques étaient de 5 tués / 33 blessés / 10 disparus[1].
- Raid sur Ocracoke Inlet (12-16 juillet 1813) : Une opération navale britannique réussi à Inlet Ocracoke, un canal à travers les Outer Banks large de la côte de Caroline du Nord à Pimlico Sound, une route utilisée par les navires marchands américains pendant le blocus britannique de la baie de Chesapeake. Le raid a capturé un certain nombre de navires américains et a confisqué les magasins et le bétail des villages de Ocracoke et Portsmouth.

#### Nord-Ouest Américain
- Première bataille de Frenchtown (18 janvier 1813) : Une escarmouche dans laquelle un détachement américain du camp d'hiver du brigadier-général William Henry Harrison sur la rivière Maumee (près de l'actuel Toledo, Ohio) a réussi à conduire une force britannique constitué de la milice canadienne et de guerriers Potawatomi et Wyandot sur Frenchtown, un village à l'embouchure de la rivière Raison à environ 25 miles au sud de Détroit (près de l'actuel Monroe, Michigan).
- Deuxième bataille de Frenchtown (22 janvier 1813) : Une victoire britannique d'une force régulière, de milices et de guerriers indigènes qui ont surpris les américains lors d'une attaque avant l'aube, après plusieurs heures de combats acharnés, ils ont accepté la reddition de l'ensemble du commandement américain. La bataille est connu sous le nom du "Massacre de la rivière Raison" en raison du massacre le lendemain matin de nombreux américains blessés en attente d'être transportés vers Fort Malden. Cette défaite a poussé le brigadier-général William Henry Harrison à mettre fin à sa campagne d'hiver pour reprendre Détroit.
- Siège de Fort Meigs (1-9 mai 1813) : Une tentative infructueuse par une force britannique composé de réguliers, de milices et plus d'un millier de guerriers commandés par Tecumseh pour capturer le fort récemment construit dans les rapides de la rivière Maumee à environ 12 miles de son embouchure (près de l'actuel Perrysburg, Ohio).
- Invasion de Fort Meigs (21-28 juillet 1813) : Une seconde tentative infructueuse par les britanniques pour capturer le fort, cette fois par une force contenant plus de trois mille guerriers de Fox, Menominee, Ojibwa, Ottawa, Sac, Sioux et des Nations Winnebago sous le commandement de Tecumseh.
- Bataille de Ball (30 juillet 1813) : Une bataille qui a éclaté entre un groupe d'Indiens fidèles aux britanniques et une force américaine (y compris les bénévoles de Pennsylvanie, sous le commandement du major V. James Ball) en route vers Fort Stephenson. L'action s'est produite près de Fort Seneca situé à environ 8 miles au sud de Fort Sephenson à 35 miles au sud-est de Fort Meigs.
- Bataille de Fort Stephenson (2 août 1813) : Une tentative infructueuse des britanniques pour capturer Fort Stephenson, un fort sur la rivière Sandusky près de l'actuel Fremont, Ohio.
- Bataille du lac Érié (10 septembre 1813) : La bataille navale charnière, également connu comme la bataille du lac Érié, dans laquelle un escadron sous le commandement du capitaine Oliver Hazard Perry défait l'escadre britannique sous les ordres du Commandant Robert Heriot Barclay, donnant le contrôle complet aux États-Unis du lac Érié. Avec leur ligne d'approvisionnement coupé, les britanniques au sud-ouest du Bas-Canada ont été forcés d'abandonner Détroit et Fort Amherstburg et de battre en retraite vers l'est en direction de la péninsule du Niagara.
- Bataille de la rivière Thames (5 octobre 1813) : Une victoire américaine décisive à Moraviantown, un village sur la Tamise près de l'emplacement de l'actuelle Chatham, en Ontario, au cours de laquelle l'armée britannique bat en retraite à Détroit et Fort Amherstburg. La bataille est aussi appelé la bataille de la Thames. Tecumseh et Roundhead, un chef Wyandot et un membre loyal de la Confédération de Tecumseh, ont tous deux été tués au cours de cette bataille.
- Escarmouche à la ferme McCrea (15 décembre 1813) : Une victoire britannique sur un petit contingent de troupes américaines déployées sur la rivière Thames à environ 25 miles au sud-ouest de Moraviantown.

#### Frontière du Niagara
- Bataille de York (28 avril 1813) : Une capture américaine relativement facile de Fort York et de la ville adjacente de York (à l'emplacement de l'actuelle Toronto), réalisé par un assaut amphibie des troupes de Sackets Harbor. L'ensemble de la force américaine s'est retiré le 8 mai, mais seulement après avoir vandalisé et pillé une grande partie de la ville et brûlé les bâtiments de la législature provinciale. L'incendie du Capitole pendant le raid britannique sur Washington était un châtiment pour les actions américaines à York.
- Bataille de Fort George (27 mai 1813) : Une victoire américaine dans laquelle Fort George, le fort britannique le plus occidentale sur le lac Ontario, situé à l'embouchure de la rivière Niagara, a été capturé lors d'une attaque amphibie par la rivière par les troupes de Fort Niagara du côté américain de la rivière.
- Bataille du ruisseau Stoney (6 juin 1813) : Une victoire britannique lors d'une attaque de nuit contre les troupes américaines campées à l'embouchure du ruisseau Stoney, un ruisseau qui coule au nord à l'extrémité ouest du lac Ontario à environ 40 miles à l'ouest de Fort George. La défaite contraint les forces américaines de Fort George à abandonner leurs plans consistant à avancer plus loin dans le Haut-Canada.
- Second raid de Charlotte, New York (15 juin 1813) : Un raid par une compagnie de débarquement de l'Escadron du Commodore Sir James Yeo qui n'a pas subi d'opposition et a réussi à confisquer 500 barils de farine, un bateau et 1200 boisseaux de maïs.
- Bataille de Beaver Dams (24 juin 1813) : Une embuscade britannique victorieuse des guerriers des Six et Sept Nations, commandée par un officier britannique, d'un détachement américain de Fort George sur son chemin pour attaquer un avant-poste britannique près de Beaver Dams.
- Blocage de Fort George (1er juillet - 9 octobre 1813) : Une tentative britannique pour reprendre Fort George après leurs victoires au ruisseau Stoney (6 juin, 1813) et Beaver Dams (24 juin 1813). Il y avait de fréquentes escarmouches et raids au cours de cette période. Le blocus a été levé pour redéployer les troupes en réponse aux développements ailleurs le long de la frontière américano-canadienne, en particulier la campagne de Wilkinson sur le fleuve Saint-Laurent, qui a débuté en octobre, et la défaite britannique à Moraviantown en Haut-Canada, qui a eu lieu le 5 octobre .
- Raid sur Fort Schlosser (5 juillet 1813) : Un raid britannique réussi sur la rivière Niagara, à Fort Schlosser, au cours duquel les raideurs ont saisi un canon de campagne, des armes, des munitions, une canonnière, deux bateaux, des outils d'alimentation et de tranchée, et ont coulé un certain nombre de bateaux.
- Escarmouches à la propriété de Ball (8 juillet - 6 septembre 1813) : Une série d'escarmouches qui ont eu lieu juste à l'ouest de Niagara, en Haut-Canada, entre les lignes américaines et britanniques pendant le blocus de Fort George (1er juillet - 9 octobre 1813).
- Raid sur Black Rock (11 juillet 1813) : Un raid britannique sur Black Rock, New York, peu après que les Britanniques ont lancé leur blocage de Fort George. La phase initiale du raid a été une réussite, mais les Britanniques ont subi de lourdes pertes au cours de leur retraite.
- Raid sur York (31 juillet - 1er août 1813) : Une brève incursion américaine amphibie lors de laquelle les Américains ont libéré certains prisonniers, confisqué des bagages et des fournitures militaires et un certain nombre de bateaux. Avant de partir les Américains ont incendié les bâtiments à Gibraltar Point en représailles du raid britannique sur Sodus, New York, le 19 juin.
- Perte des navires américains USS Scourge et USS Hamilton (1809) (8 août 1813) : La perte, au cours d'une violente tempête, des goélettes Hamilton et Scourge. Les deux goélettes faisaient partie de l'escadre du commodore Isaac Chauncey, qui était sur le point de passer à l'action contre l'escadre du commodore sir James Yeo au lac Ontario à seulement 6 miles au nord du ruisseau Twelve Mile, près de la rivière Niagara.
- Escarmouche au ruisseau Nanticoke (13 novembre 1813) : Une expédition de la milice du comté de Norfolk pour capturer des maraudeurs loyalistes américains qui avaient été actifs dans la zone autour du ruisseau Nanticoke, près du lac Érié à environ 60 miles à l'ouest de Fort Érié.
- Incendie de Niagara-on-the-Lake (10-11 décembre 1813) : L'incendie sans provocation de Newark par une petite force des troupes américaines sous le commandement du général de brigade George McClure. McClure a estimé que sa position à Fort George était intenable, et a ordonné que Newark soit détruit lorsqu’il a évacué son commandement à Fort Niagara.
- Bataille de Fort Niagara (18-19 décembre 1813) : Une attaque inattendue de nuit par l'infanterie britannique sur la garnison américaine en sous-effectif de Fort Niagara à l'embouchure de la rivière Niagara, qui a abouti à la capture relativement facile du fort. Fort Niagara est resté sous contrôle britannique pour le reste de la guerre.
- Bataille de Buffalo (30 décembre 1813) : Un raid britannique lancé à la suite de la prise du fort Niagara par les Britanniques en riposte pour l'incendie de la ville de Niagara par les Américains les 10 et 11 décembre et l'anéantissement de toutes les forces américaines sur la frontière du Niagara. Le raid a atteint tous ses objectifs, et, pour un moment au moins, les Britanniques avaient le contrôle complet de la région de la rivière Niagara.

#### Fleuve Saint-Laurent
- Raid sur Brockville (7 février 1813) : Un raid mené sur Brockville par les troupes américaines en garnison à Ogdensburg, New York, après qu'une escouade britannique de Brockville a traversé le fleuve Saint-Laurent pour entrer à New York pour appréhender des déserteurs.
- Bataille d'Ogdensburg (22 février 1813) : Une attaque britannique aboutissant à la prise d'Ogdensburg, une ville à partir de laquelle les américains pourrait interférer dans l'approvisionnement des britanniques le long du fleuve Saint-Laurent.
- Seconde Bataille de Sacket's Harbor (29 mai 1813) : Une attaque navale et amphibie britannique infructueuse sur Sackets Harbor, conçu comme une diversion alors que les américains bombardaient Fort George.
- Capture de l'USS Eagle et l'USS Growler (3 juin 1813) : La capture par les britanniques de deux sloops américains, lUSS Eagle (1812) et lUSS Growler (1812), sur la rivière Richelieu par une patrouille empêchant la contrebande sur le lac Champlain. Les britanniques les ont renommé en Shannon et Broke et les mis en service sur le lac Champlain.
- Raid britannique sur Sodus (19 juin 1813) : Un raid effectué par une partie de l'escadre du commodore sir James Yeo à Sodus Bay à environ 30 miles au sud-ouest de Oswego, New York. Pendant le raid, les britanniques ont confisqué les fournitures.
- Escarmouche au ruisseau Cranberry(1-9 juillet 1813) : L'embuscade d'une force britannique avancé jusqu'au ruisseau Cranberry pour attaquer une force américaine qui avait mené une attaque réussie sur un convoi britannique de bateaux transportant des fournitures jusqu'à la rivière Saint-Laurent.
- Raid de Murray (29 juillet - 4 août 1813) : Un raid britannique réussi sur les postes et villes américaines(y compris Champlain et Plattsburgh) situés le long de la rivière Richelieu et du lac Champlain. La force marine britannique incluait deux anciens sloops américains, l'Eagle et le Growler, qui avait été capturé en juin et rebaptisé Shannon et Broke. Le raid n'a pas rencontré d'opposition et a abouti à la capture de huit navires, à la destruction d'une grande partie de la propriété publique et à la confiscation des fournitures utiles. Il a également affirmé le contrôle britannique du lac Champlain.
- Bataille sur le lac Ontario (10 août 1813) : Au cours d'une bataille sur le lac Ontario entre le Commodore Sir James Yeo et les escadrons du commodore Isaac Chauncey, les deux goélettes américaines Julia et Growler (1809) ont été séparés du reste de l'escadron et ont été capturés par les britanniques. Yeo les rebaptisa Confiance (1813) et ' Hamilton (1813).
- Première escarmouche à Odelltown (30 septembre 1813) : Une escarmouche, après laquelle le major-général Wade Hampton a abandonné son plan d'invasion du Bas-Canada le long de la rivière Richelieu et se retira dans le village de Four Corners sur la rivière Upper Chateaguay à New York.
- Campagne de Wilkinson sur le fleuve Saint-Laurent (octobre-novembre 1813) : Partie d'un plan pour une attaque coordonnée sur Montréal par une force américaine de Sackets Harbor, sous le commandement du major-général James Wilkinson, sur le fleuve Saint-Laurent, combiné avec une attaque vers le nord le long de la rivière Richelieu du lac Champlain, par les troupes commandé par le major général Wade Hampton. L'offensive a sombré lorsque Hampton a perdu l'avance de son commandement après la bataille de Châteauguay et la défaite de l'armée de Wilkinson lors de la bataille de la ferme de Crysler.
- Raid sur la baie Missisquoi (12 octobre 1813) : Un raid ordonné par le général Wade Hampton sur Philipsburg, situé sur la baie Missisquoi (le bassin oriental de la partie nord du lac Champlain). L'objectif du raid était de réduire la contrebande entre le Vermont et le Bas-Canada et de détourner l'attention des britanniques pour réduire leurs efforts de progrès le long de la rivière Richelieu du lac Champlain.
- Bataille de la Châteauguay (26 octobre 1813) : Une attaque américaine échoué sur les miliciens canadiens et les guerriers des Premières nations qui défendent le bas de la rivière Châteauguay, après quoi le major-général Wade Hampton a annoncé la fin de sa campagne pour envahir le Canada le long de la rivière Richelieu et se retira à Plattsburg, New York.
- Escarmouche au ruisseau French (1-2 novembre 1813) : Une tentative non concluante par les britanniques de perturber et de harceler l'avant-garde de l'armée du major-général James Wilkinson alors qu'il avançait de Sackets Harbor sur le fleuve Saint-Laurent en direction de Montréal.
- Escarmouche au ruisseau Hoople (10 novembre 1813) : Une escarmouche réussie par les britanniques, qui a retardé l'avance de l'armée du major général James Wilkinson sur Cornwall, un village à la base des rapides du Long Sault et un point stratégique pour les fournitures britanniques et le stockage.
- Bataille de la ferme Crysler (11 novembre 1813) : La victoire britannique décisive sur l'arrière-garde de la division du major-général James Wilkinson, près de Cornwall, convainc Wilkinson d'abandonner sa campagne sur le fleuve Saint-Laurent.

#### Batailles navales
- Viper (1806) contre HMS Narcissus (17 janvier 1813) : La poursuite et la capture du brick américain Viper, alors qu'il essayait de revenir à la Nouvelle-Orléans après avoir été séparé de son navire compagnon. Après une fuite grave, le Viper a été capturé par la frégate britannique Narcissus.
- USS Hornet contre HMS Peacock (24 février 1813) : Une rencontre qui a eu lieu au large de la rivière Demerara, en Guyane, lorsque le sloop américain Hornet a repéré le sloop britannique Espiegle ancré dans la rivière tandis qu'un autre navire de guerre britannique, le sloop Peacock (1806) faisait voile vers lui. Le Peacock a lancé l'affrontement et a été endommagé lors de l'échange d'une demi-heure, il se rendit et a coulé lors de tentatives pour sauver l'équipage.
- Chesapeake (1799) contre HMS Shannon (1806) (1er juin 1813) : Un échange de coups à bout portant après lesquels le Capt. Philip Broke a dirigé une équipe d'arraisonnement britannique sur le navire américain, qui se rendit. La bataille a eu lieu au large de la côte de la Nouvelle Angleterre entre Cap Cod et Cap Ann.
- Attaque sur l'HMS Junon (20 juin 1813) : Une attaque initiée par une flottille de canonnières américaines sur la rivière Elizabeth près de Norfolk, en Virginie, sur la frégate britannique Junon, qui était ancrée dans l'eau peu profonde près de Hampton Roads. Le capitaine du Junon a réussi à mettre son navire à flot et a combattu les Américains pendant une heure et demie avant de rompre l'action et de battre en retraite.
- Flottille du Delaware contre HMS Martin (29 juillet 1813) : Une attaque par la flottille du Delaware, composée de huit canonnières et deux blockships, sur le sloop britannique Martin, qui s'est échoué sur un banc près de Cap May lors du blocus à l'embouchure de la rivière Delaware. Les Américains ont interrompu l'action après environ deux heures et après avoir perdu une canonnière. Le Martin n'a subi que des dommages mineurs et a ensuite été renfloué.
- USS Argus (1803) contre HMS Pelican (14 août 1813) : Une bataille entre le brick britannique Pelican et le sloop américain Argus dans le canal Saint-George entre le pays de Galles et l'Irlande. L'Argus a été attaqué lors d'une expédition au large de la côte ouest de l'Angleterre. La rencontre a causé tant de dommages à l'Argus qu'il a été forcé de se rendre.
- USS Enterprise contre HMS Boxer (5 septembre 1813) : Un engagement d'une heure au large de la côte du Maine, au cours de laquelle le brick américain Enterprise a causé de lourds dommages au sloop britannique Boxer de telle sorte qu'il a été forcé de se rendre, après quoi il a été remorqué à Portland. Les deux officiers ont été tués lors de la bataille, et les deux ont été enterrés avec les honneurs militaires à Portland.
- President contre HMS Highflyer (23 septembre 1813) : Une action au large de la côte de la Nouvelle-Angleterre au cours de laquelle la frégate américaine President a capturé la goélette britannique Highflyer.
- Vixen (1813) contre HMS Belvidera (25 décembre 1813) : La capture de la goélette américaine Vixen près de Delaware après une poursuite de deux heures par la frégate britannique Belvidera. Le Vixen avait été récemment acheté par la marine américaine, et était en route pour New Castle, Delaware, pour être doté d'armes, d'équipement et d'un équipage.

#### Côte du golfe
- Bataille de Burnt Corn (27 juillet 1813) : Une embuscade américaine d'une partie de la Red Sticks, faction des Indiens Creek qui venaient d'acheter des armes et des munitions aux britanniques à Pensacola. Les Américains ont été dispersés.
- Bataille de Fort Mims (30 août 1813) : La défaite de la garnison américaine à Fort Mims par une partie de la Red Sticks.
- Bataille de Tallushatchee (3 novembre 1813) : Une attaque réussie sur le village de Tallushatchee avec une force de 1 000 dragons commandés par le général John Coffee.
- Bataille de Talladega (9 novembre 1813) : Une action menée par Andrew Jackson qui a brisé le siège de la ville indienne ami de Talladega, qui été assiégé par une force ennemie.
- Massacre de Hillabee (11 novembre 1813) : Une action dans laquelle le général White (sous le commandement du major général John Cocke) a brûlé les villages indiens Hillabee de Little Oakfusky et Genalga.
- Bataille des canots (12 novembre 1813) : Une escarmouche le long de la rivière Alabama, opposant 70 miliciens du capitaine Samuel Dale à un groupe plus important de Red Sticks, menée entièrement à bord de canots.
- Massacre de Hillabee (18 novembre 1813) : Un second assaut par les troupes sous le commandement du général White (sous le commandement du Maj. Gen. John Cocke) au cours de laquelle la ville de Hillabee a été brûlé.
- Bataille d'Autossee (29 novembre 1813) : Une action menée par le général Floyd, avec 950 miliciens géorgiens et 400 indiens alliés, qui a attaqué la ville indienne d'Autossee. Environ 200 indiens ont été tués et 400 maisons ont été incendiées.
- Bataille de Nuyaka (17 décembre 1813) : Une action menée par les troupes sous le commandement du Maj. Gen. David Adams lors de laquelle le haut du village du ruisseau Nuyaka a été brûlé.
- Bataille de Holy Ground connu également comma la bataille d'Econochaca (23 décembre 1813) : Une action durant laquelle le général Claiborne a nettoyé la ville indienne d'Econochaca.

### 1814

#### Côte atlantique
- Campagne de Cochrane de la baie de Chesapeake (avril-septembre 1814) : La vaste campagne menée par la flotte britannique dans la région de la baie de Chesapeake sous le commandement opérationnel du contre-amiral George Cockburn, qui comprenait, entre autres, les attaques contre Washington et Baltimore. Le supérieur de Cockburn était le vice-amiral Sir Alexander Cochrane, qui faisait partie du commandement général de la Campagne de la baie de Chesapeake. Cochrane, qui était farouchement anti-américain, a non seulement encouragé l'emploi de mesures très agressives par Cockburn dans ses actions contre les colonies américaines le long de la côte, mais aussi une proclamation invitant les esclaves à se joindre aux Britanniques et à servir dans des unités militaires ou à participer à des efforts militaires britanniques contre les Américains.
- Escarmouche au ruisseau Pongoteague, Virginie (30 mai 1814) : Une attaque britannique amphibie réussie sur une batterie américaine qui avait été installé sur une falaise du ruisseau Pongoteague et tenue par la milice de Virginie, dans la partie de la Virginie qui se prolonge au sud du Maryland et sépare la baie de Chesapeake de l'océan Atlantique.
- Escarmouche à Cedar Point, Maryland (1er juin 1814) : Une rencontre indécise près de l'embouchure de la rivière Patuxent entre une flottille américaine et les navires britanniques de la flotte de l'amiral Sir George Cockburn. Bien que les deux côtés ont manœuvré pour l'avantage et ont échangé des coups de feu à longue portée, les Américains ont interrompu l'action avant que des dommages aient été faits aux navires de chaque côté.
- Escarmouche au ruisseau St. Leonard (8-26 juin 1814) : Une série d'actions initiées par une flottille de navires britanniques de la flotte de l'amiral Sir George Cockburn contre une flottille de navires américains qui avaient reculé dans le ruisseau de Saint-Léonard, qui se jette dans la rivière Patuxent à environ 7 miles de son embouchure. Alors que la flottille américaine a été embouteillée dans le ruisseau, les britanniques ont mené des raids le long de la Patuxent. Les navires américains se frayèrent un chemin à travers le blocus le 26 juin.
- Campagne du Maine (juillet 1814 - avril 1815) : Une opération navale britannique le long de la côte du Maine. Les Britanniques ont rencontré peu d'opposition, et à différents moments occupé Eastport, Machias, Castine et Bangor.
- Raid de Gordon sur la rivière Potomac (17 août - 6 september 1814) : Une expédition sur la rivière Potomac par une escadre de navires britanniques commandés par le capitaine James Gordon, servant de diversion à l'expédition de la rivière Patuxent qui a abouti à l'incendie de Washington. Le raid de Gordon a abouti à l'expulsion des forces américaines de fort Washington, Maryland, l'occupation incontesté du port prospère d'Alexandria, en Virginie, et la capture de cargaisons.
- Bataille de Bladensburg (24 août 1814) : Pire bataille des Américains pendant la guerre au cours de laquelle une force britannique de moins de cinq mille hommes a mis en déroute une force américaine de près de sept mille, laissant Washington sans défense.
- Incendie de Washington (24-25 août 1814) : L'occupation de la capitale de la nation par une force britannique de quatre à cinq mille hommes de la flotte de l'amiral Sir George Cockburn dans la baie de Chesapeake, généralement interprété comme représailles à l'incendie et au pillage américain de York en 1813. Les Britanniques ont brûlé le Capitole, la Bibliothèque du Congrès, la Maison Blanche et les bâtiments abritant les services du Trésor et de la guerre, mais le seul bâtiment privé incendié était celui à partir duquel les Britanniques s'étaient fait tirer dessus.
- Bataille de Baltimore (12-15 septembre 1814) : Un assaut terrestre et maritime combiné sur la ville portuaire de Baltimore. Les Américains ont repoussé à la fois le bombardement de fort McHenry et l'invasion des terres.
- Bataille de North Point (12 septembre 1814) : Une importante bataille qui a contrarié le plan britannique pour assurer le suivi de leurs victoires à Bladensburg et Washington avec la capture de Baltimore. Le débarquement britannique, sous le commandement du Maj. Gen. Robert Ross a rencontré la force américaine, sous le commandement du brigadier Général John Stricker, à la pointe de la presqu'île menant de North Point à Baltimore. Bien que les Américains ont finalement été contraints de battre en retraite, ils ont pu le faire dans l'ordre, ayant causé des pertes importantes aux Britanniques, tuant le général Ross et démoralisant de manière significative les troupes sous son commandement. Cette combinaison a poussé le colonel Arthur Brooke, à la tête après la mort de Ross, à retarder l'avance contre Baltimore, un temps qui fut précieux pour préparer correctement la défense de la ville, le général Stricker se retira vers les principales défenses pour soutenir la force existante.
- Bombardement de Fort McHenry (13-14 septembre 1814) : La tentative britannique a échoué lors de l'attaque de Baltimore à dompter fort McHenry, qui a bloqué l'accès à Baltimore Harbor. Quand il est devenu évident que fort McHenry ne se rendrait pas, le principal assaut terrestre britannique a été annulé et les troupes qui avaient débarqué à North Point ont été retirées.

#### Nord-Ouest américain
- Bataille de Longwoods (4 mars 1814) : Une victoire américaine lorsqu'un raid partant de Détroit a été intercepté par une force britannique à partir d'un avant-poste au Delaware, à mi-chemin entre Amherstburg sur la rivière Détroit et Burlington à l'extrémité ouest du lac Ontario.
- Campagne de Sinclair sur les lacs supérieurs (juillet-août 1814) : Une tentative infructueuse par les Américains de prendre le contrôle des lacs supérieurs après le retrait des forces britanniques de la zone autour de Détroit. Les seuls succès américains ont été de capturer trois navires marchands britanniques, de détruire un fort britannique abandonné sur l'île Saint-Joseph et de mener un raid sur le poste de traite sur la rivière St. Mary. Ils ont échoué à reprendre le fort Michillimackinaw, et ont perdu deux goélettes sur le voyage de retour.
- Raid sur la rivière St. Mary (23-26 juillet 1814) : Un raid mené par des éléments de l'escadron du capitaine Arthur Sinclair sur la rivière Sainte-Marie, qui relie le lac Supérieur et le lac Huron. Les Américains ont capturé un poste de traite des fourrures, ont détruit des bâtiments et capturé le schooner britannique Perseverance à la tête des rapides. La goélette a été gravement endommagée en essayant de franchir les rapides, et a ensuite été incendiée.
- Bataille de l'île Mackinac (4 août 1814) : Une tentative avortée par les Américains pour reprendre l'île de Mackinaw au cours de la campagne du capitaine Arthur Sinclair sur les lacs supérieurs.
- Destruction du Nancy (13 août 1814) : La destruction du navire marchand britannique Nancy sur la rivière Nottawasaga à 2 miles de son embouchure sur la baie Georgienne par un débarquement américain, qui comprenait deux obusiers, de l'escadron du capitaine Arthur Sinclair.
- Bataille sur le lac Huron (3 et 6 septembre 1814) : Une audacieuse opération dans laquelle un petit détachement de la Royal Newfoundland Fencibles et quelques marins ont capturé le Tigresse et le Scorpion près de l'île Drummond. Le Tigresse a été approché et arraisonné par des canoës et des bateaux; le Scorpion a été pris quelques jours plus tard par une équipe d'arraisonnement du Tigresse.
- Raid de McArthur et Bataille de Malcolm's Mills (6 novembre 1814) : Une victoire décisive américaine dans la haute vallée de la Tamise entre la milice canadienne et une force américaine de 750 infanteries montées, dirigée par Brig. Gen. Duncan McArthur. Au cours d'une incursion de deux semaines au Canada, le Raid de McArthur a détruit les usines des forces britanniques dans le Nord-Ouest dont dépendaient la farine et le pain et a créé une diversion qui a permis aux forces américaines à Fort Érié de s'échapper sains et saufs. En outre, les américains ont tué, blessé ou capturé plus de 450 de leurs ennemis, accompli avec la perte d'un seul tué et de six blessés.

#### Frontière du Niagara
- Raid sur Port Dover, Haut-Canada (14-15 mai 1814) : Un raid américain sur les colonies sur la rive nord du lac Érié, où il y avait des usines et des entrepôts contenant des fournitures utilisées par les troupes britanniques stationnées dans la péninsule du Niagara. Avant de se retirer, les troupes américaines ont mis le feu à des usines, des entrepôts et des logements privés en représailles du raid britannique à Black Rock et Buffalo en décembre 1813.
- Campagne de Brown sur la rivière du Niagara (juillet-octobre 1814) : La tentative la plus élaborée des Américains pour envahir le Canada le long de la frontière du Niagara. Elle a commencé avec des victoires à Fort Érié et Chippewa et a pris fin lorsque les Américains ont battu en retraite à Fort Érié.
- Capture de Fort Érié (3 juillet 1814) : La bataille de l'ouverture de la campagne du major général Jacob Brown sur la rivière Niagara. Les Britanniques se sont rendus au fort, qui est situé à la confluence du lac Érié et de la rivière Niagara du côté canadien, après un seul combat.
- Bataille de Chippawa (5 juillet 1814) : Une victoire américaine contre une force britannique supérieure en nombre qui a eu lieu juste au sud de Chippawa Creek.
- Incendie de St. Davids (18 juillet 1814) : Une mesure prise par un bataillon de la milice de New York qui a rencontré une résistance farouche de la part des habitants d'un village près de Queenston Heights, où le major général Jacob Brown voulait occuper un poste à la suite de la bataille de Chippawa. Brown a congédié le commandant américain qui avait ordonné l'action.
- Bataille de Lundy's Lane (25 juillet 1814) : La bataille la plus sanglante de la guerre, qui a eu lieu près des chutes du Niagara juste au nord du site de la bataille de Chippawa. Bien que personne ne gagna la bataille, elle coûta si chère aux américains que leur armée a dû se replier à Fort Érié, marquant ainsi la fin de l'invasion de Brown du Haut-Canada.
- Escarmouche à Conjocta Creek, New York (3 août 1814) : Une action menée par les britanniques après la bataille de Lundy's Lane avec l'objectif de détruire les fournitures et les batteries américaines à Black Rock et Buffalo. Le plan a échoué lorsque la force britannique a été défaite à Conjocta Creek, qui était entre eux et Black Rock.
- Destruction du brick britannique Magnet (15 août 1814) : Un incident dans lequel le lieutenant George Hawkesworth a délibérément jeté son navire, le brick britannique Magnet, qui a échoué non loin de l'embouchure de la rivière Niagara, plutôt qu'il soit capturé par l'escadre du commodore Isaac Chaucey de Sackets Harbor. Pour éviter la cour martiale, Hawkesworth a déserte les américains.
- Siège de Fort Érié (5 août - 12 septembre 1814) : La tentative infructueuse des britanniques de reprendre Fort Érié, impliquant des escarmouches quasi continue et un assaut manqué le 15 août.
- Capture des goélettes américaines Ohio et Somers (12 août 1814) : La capture, par un groupe d'officiers et de marins de la marine britannique bloquée au Niagara, de deux goélettes américaines qui avaient bombardé une batterie britannique au nord de Fort Érié.
- Assaut sur Fort Érié (15 août 1814) : Une tentative infructueuse des britanniques de reprendre Fort Érié contre les Américains. Le plan britannique était complexe, il impliqué un bombardement initiale suivie par une attaque de diversion par une force de guerriers indigènes et une attaque de nuit coordonnée par le sud, l'ouest et le nord, contre un plus grand nombre d'américains que prévu.
- Bataille de Cook's Mills (19 octobre 1814) : L'engagement final de la guerre sur la péninsule du Niagara, également connu comme l'escarmouche de Lyon Creek. L'action a commencé comme une tentative américaine de saisir et de détruire des infrastructures britanniques à Cook's Mills après la levée du siège britannique à Fort Érié. Ce fut un succès limité, entraînant la destruction de deux cents boisseaux de grain.

#### Fleuve Saint Laurent
- Raids sur la rivière Salmon (14-24 février 1814) : Une série de raids britanniques sur les dépôts américains et les centres d'approvisionnement laissé sans protection après l'évacuation de French Mills par l'armée du Maj. Gen. James Wilkinson début février. Les britanniques ont capturé de grandes quantités de provisions et d'équipements des dépôts de French Mills, Malone, Fort Corners, Madrid et Hopkinton avant de revenir au Canada.
- Seconde Bataille du moulin de Lacolle (30 mars 1814) : Une victoire britannique décisive qui a mis fin à la dernière tentative américaine d'envahir le Bas-Canada le long de la rivière Richelieu.
- Bataille de Fort Oswego (5-6 mai 1814) : Une attaque britannique amphibie réussie sur Oswego, New York, un point de passage américain important pour les fournitures, notamment des munitions et des équipements lourds, entre l'intérieur de New York et le lac Ontario. Au cours de ce raid, les britanniques ont également capturé Fort Ontario, qui a été peu défendu.
- Escarmouche à Otter Creek, Vermont (14 mai 1814) : Une victoire américaine par une escadre navale, commandée par le Maître Commandant Thomas MacDononough, soutenu par une batterie de Fort Cassin, sur une voile de la force navale britannique de l'Isle-aux-Noix, en essayant d'attaquer le chantier naval de Vergennes, Vermont.
- Bataille de Big Sandy Creek (30 mai 1814) : Une embuscade de sept navires britanniques, plusieurs chargés de troupes, patrouillant le long de la rive sud du lac Ontario entre Oswego et Sackets Harbor, par une force américaine qui a dupé les britanniques en suivant un bateau américain jusqu'à la rivière avant de lancer une attaque par les banques.
- Seconde escarmouche à Odelltown (28 juin 1814) : Une attaque d'une série d'escarmouches indécises survenus à la frontière entre New York et le Bas-Canada au cours du printemps et de l'été de 1814.
- Campagne du lac Champlain (30 août - 12 septembre 1814) : Une invasion échoué des États-Unis le long de la rivière Richelieu et du lac Champlain par une armée britannique renforcée par des réguliers transférées en Amérique du Nord à la suite de l'abdication de Napoléon. La victoire américaine a eu un impact significatif sur les négociations à Gand pour mettre fin à la guerre, permettant aux Américains d'insister sur les droits exclusifs pour le lac Champlain et de nier les droits exclusifs britanniques dans les Grands Lacs.
- Bataille de Plattsburgh (11 septembre 1814) : La victoire américaine décisive qui a mis fin à l'invasion britannique de New York, au cours de laquelle l'escadron du capitaine George Downie, soutenu par trois divisions de Sir George Prevost, a été défait sur le lac Champlain, à New York, par le Maître Commodore Thomas Macdonough de MacDonough, soutenu par les forces terrestres du brigadier-général Alexander Macomb.

#### Côte du golfe
- Batailles de Emuckfaw et Enotachopo Creek (22 janvier 1814)
- Bataille de Calebee Creek - aussi connu comme la bataille de Camp Defiance (27 janvier 1814)
- Bataille de Horseshoe Bend (27 mars 1814)
- Campagne de la Côte du golfe de Cochrane (mai 1814 - février 1815) L'opération navale au large de la côte sud des États-Unis qui a soutenu les efforts britanniques pour façonner une alliance avec la nation Creek contre les américains et plus tard pour soutenir les attaques britanniques sur Mobile et La Nouvelle-Orléans.
- Attaque sur Fort Bowyer (15 septembre 1814) : Une tentative infructueuse par deux sloops britanniques et un détachement de Royal Marines de Pensacola pour capturer Fort Bowyer, un fort sur la pointe d'une péninsule près de l'embouchure de la baie de Mobile.
- Bataille de Pensacola (7 novembre 1814) : Une opération réussie américaine, dirigée par le major général Andrew Jackson, pour éliminer la menace sur Mobile des troupes britanniques basées à Pensacola tenu par les espagnols.
- Bataille du lac Borgne (14 décembre 1814) : Une bataille sur le lac Borgne, un lac situé juste à l'est de la Nouvelle-Orléans, entre une flottille de navires américains et britanniques, navires de la flotte du vice-amiral Sir Alexander Cochrane. Les britanniques ont finalement prévalu dans une bataille âprement disputée, ce qui permet un débarquement près de la ville de la Nouvelle-Orléans.
- Bataille de la Nouvelle-Orléans (23 décembre 1814) : L'engagement de la bataille de la Nouvelle-Orléans, provoquée par une attaque surprise par les américains sur la force avancé des britanniques campant sur la plantation de Major général Jacque Villeré sur la rive est de la rivière Mississippi à environ 7 miles en dessous de la Nouvelle-Orléans.
- Reconnaissance en force des British à la Nouvelle-Orléans (28 décembre 1814) : Une reconnaissance par les Britanniques de la ligne de défense principale du major-général Andrew Jackson sur le Canal Rodriguez à environ 4 miles en dessous de la Nouvelle-Orléans.

#### Ouest américain
- Occupation de la Prairie du Chien (2 juin 1814) : Un mouvement préventif par les Américains d'occuper un poste d'échange des fourrures à la confluence des rivières Wisconsin et du Mississippi sur la voie navigable reliant les Grands Lacs et le bassin versant de la rivière Mississippi, qui pourrait être utile pour les britanniques comme une base pour une possible invasion par le bas du Mississippi. Les américains ont construit Fort Shelby après leur occupation de la ville.
- Bataille de Prairie du Chien (17-20 juillet 1814) : La capture réussie du fort par les britanniques, entrepris pour empêcher les américains d'interrompre le lucratif commerce des fourrures qui passait par la Prairie du Chien.
- Première escarmouche aux rapides de Rock Island (21 juillet 1814) : Une attaque par une bande de guerriers Sauk alliés avec les britanniques, qui a forcé les américains de cinq bateaux transportant des fournitures jusqu'à la rivière Mississippi à Fort Shelby à se replier sur la rivière. Les engagements aux rapides de Rock Island étaient les actions les plus occidentales de la guerre de 1812.
- Second escarmouche aux rapides de Rock Island (5 septembre 1814) : Une expédition américaine échoué envoyé sur le fleuve Mississippi pour détruire des villages et des cultures des nations Sauk et Fox au Saukenuk, dans ce qui est actuellement le nord-ouest de l'Illinois. L'expédition a été attaqué par plus d'un millier de guerriers et a été forcé de se retirer en aval.

#### Batailles Navales
- Constitution versus HMS Pictou (14 février 1814) : La capture et le sabordage par la frégate américaine Constitution de la goélette britannique Pictou entre la Barbade et le Surinam.
- USS Essex versus HMS Phoebe et HMS Cherub (28 mars 1814) : La capture de la frégate américaine Essex par deux navires britanniques, la frégate Phoebe et le sloop Chérubin, après qu'il a tenté de s'échapper en partant du port neutre de Valparaiso après une période de bombardements à longue portée qui ont causé des dommages considérables au Essex.
- Frolic (1813) versus HMS Orpheus and HMS Shelburne (20 avril 1814) : La capture du sloop américain Frolic au large de la côte de Cuba par la frégate britannique Orphée et sloop Shelburne après une poursuite de six heures. Les britanniques ont rebaptisé Frolic la Florida et l'ont mis en service.
- USS Peacock (1813) versus HMS Epervier (29 avril 1814) : Une bataille de 45 minutes au large de cap Canaveral, en Floride, où le sloop américain Peacock a capturé le brick-sloop britannique Epervier.
- Rattlesnake (1813) versus HMS Leander (1813) (22 juin 1814) : La capture du brick américain Rattlesnake par le navire britannique Leander près de l'île de Sable, en Nouvelle-Écosse. Dans une tentative pour échapper à la poursuite du Leander, le Rattlesnake  a largué ses deux derniers canons, ses autres armes à feu ayant été largué tôt dans une tentative d'échapper à une frégate britannique.
- Wasp versus HMS Reindeer (28 juin 1814) : Une bataille dans la bouche de la Manche qui a abouti à la capture et à la destruction de la corvette britannique Reindeer par le sloop américain Wasp.
- Syren versus HMS Medway (12 juillet 1814) : La capture, après une poursuite de onze heures, du brick-sloop américain Siren par les britanniques du Medway au large de la côte de l'Afrique du Sud.
- Wasp (1813) versus HMS Avon (1er septembre 1814) : Une bataille au large de la côte de l'Angleterre où le sloop américain Wasp (1813) a battu le sloop britannique Avon, mais a été empêché de prendre le navire à cause de l'arrivée d'autres navires de guerre britanniques. Cependant, le Avon a coulé avant qu'il ne puisse être secouru par les renforts britanniques.

### 1815

#### Côte du golfe
- Campagne de Cumberland Island (janvier-mars 1815) : Une expédition de diversion de la campagne de la Côte du Golfe de Cochrane (mai 1814 - Février 1815) sur la côte sud-est des États-Unis entrepris avec l'intention éventuelle d'établir des liens avec l'armée britannique attaquant la Nouvelle-Orléans. La force britannique, commandée par le contre-amiral George Cockburn, occupant l'île de Cumberland situé à l'embouchure de la rivière St. Mary entre la Géorgie et la Floride, a capturé le fort sur la rive sud de la rivière, et a occupé la ville de St. Mary en janvier. Un plan pour attaquer Savannah, en Géorgie, et Charleston, en Caroline du Sud, n'a pas eu lieu, bien que les britanniques ont efficacement bloqué les deux villes et d'autres portions de la côte sud. Cockburn n'a été informé du Traité de Gand, signé le 24 décembre 1814, que le 27 février 1815, et a quitté l'île le 18 mars.
- Duel d'artillerie à la Nouvelle-Orléans, Louisiane (1er janvier 1815) : Un échange de trois heures de coups de canons entre les quatre batteries britanniques, y compris des canons navals lourds, une batterie de roquettes, et sept batteries américaines dans la ligne de défense du major-général Andrew Jackson. Les britanniques ont terminé l'échange lorsque leur artillerie n'a pas réussi à briser les remparts de Jackson.
- Bataille de la Nouvelle-Orléans (8 janvier 1815) : La victoire américaine la plus déséquilibré de la guerre. Alors que les britanniques ont subi plus de 2000 victimes (tués, blessés et prisonniers), les américains en ont subi moins de cinquante ans.
- Siège de Fort St. Philip (1815) (9-18 janvier 1815) : Une tentative infructueuse par les britanniques pour déloger la force américaine à Fort St. Philip, un fort à une trentaine de miles de l'embouchure de la rivière Mississippi qui aurait empêcher l'armée britannique de rejoindre la Nouvelle-Orléans.
- Fort Bowyer (12 février 1815) : Le dernier engagement de la guerre le long de la côte du golfe. Au cours de leur retraite à la Nouvelle-Orléans, les britanniques ont d'abord débarqué sur l'île Dauphine près de la baie de Mobile, puis repris à proximité Fort Bowyer, avant de se retirer peu de temps après avoir reçu des nouvelles de la signature du Traité de Gand, qui a déclaré la fin des hostilités.

#### Ouest américain
- Bataille de Sink Hole (May 24, 1815) : La dernière bataille terrestre de la guerre de 1812, un engagement entre les rangers du Missouri et les guerriers Sauk dirigé par Black Hawk, près de l'embouchure de la rivière Cuivre quelques miles en amont de Saint-Louis.

#### Batailles navales
- President (1800) versus HMS Majestic (15 janvier 1815) : La capture de la frégate américaine President après avoir éclaté le blocus britannique de New York City. Il se rendit après avoir été endommagé dans des combats contre trois navires britanniques, l'Endymion, le Pomone et le Ténédos, de l'escadre du blocus.
- Constitution versus HMS Cyane et HMS Levant (20 février 1815) : La capture des deux navires britanniques Cyane et Levant par la frégate américaine Constitution à environ 200 miles au nord-est de Madère. Le Levant a ensuite été repris par la frégate britannique Leander.
- US Chasseur versus HMS St. Lawrence (1813) : La capture de la goélette britannique St. Laurent (1813) qui était portait des nouvelles de la signature du Traité de Gand aux britanniques dans le golfe du Mexique, par le corsaire américain Chasseur.
- Poursuite et recapture du HMS Levant (1813) (11 mars 1815) : La récupération par une escadre britannique sous le commandement du capitaine sir George Collier du navire de guerre Levant, qui avait été capturé, avec le Cyane, par l'USS Constitution quelques semaines plus tôt. Le Levant a été repris quand le Constitution a tenté de fuir avec ses deux prix du port de Porto Playa dans les îles du Cap Vert.
- USS Hornet versus HMS Penguin (23 mars 1815) : La capture du sloop britannique Penguin par le sloop américain Hornet dans une bataille près de Tristan da Cunha.
- Peacock versus HMS Nautilus (30 juin 1815) : La bataille navale finale de la guerre, lors de laquelle le sloop américain Peacock a tiré sur, et sérieusement endommagé, le brick britannique Nautilus dans le détroit de la Sonde près de Java. Le capitaine britannique, le lieutenant Charles Boyce, a informé le commandant du navire américain que le Traité de Gand, qui avait mis fin à la guerre, avait été signé le 24 décembre 1814, mais les Américains ont ouvert le feu de toute façon.